# Nicolás Bravo, Oaxaca
Nicolás Bravo är en ort i Mexiko.   Den ligger i kommunen Santa María Chimalapa och delstaten Oaxaca, i den sydöstra delen av landet, 500 km sydost om huvudstaden Mexico City. Nicolás Bravo ligger 77 meter över havet och antalet invånare är 104.
Terrängen runt Nicolás Bravo är platt åt nordväst, men åt sydost är den kuperad. Nicolás Bravo ligger nere i en dal.  Trakten runt Nicolás Bravo är nära nog obefolkad, med mindre än två invånare per kvadratkilometer. Närmaste större samhälle är Carolino Anaya Uno, 3,6 km norr om Nicolás Bravo. I omgivningarna runt Nicolás Bravo växer i huvudsak städsegrön lövskog.